# Fuentesaúco
Fuentesaúco è un comune spagnolo di 1 852 abitanti situato nella comunità autonoma di Castiglia e León.